# چارلز اسمیت (بازیکن بسکتبال)
چارلز اسمیت (انگلیسی: Charles Smith؛ زاده ۲۹ نوامبر ۱۹۶۷) یک بازیکن بسکتبال اهل ایالات متحده آمریکا است.